# Primärsystem
Als Primärsystem bezeichnet man in der Informatik das aktive System in einem Aktiv/Passiv-Cluster bzw. in einer Hot- oder Warm-Standby-Lösung. Die wartenden passiven Systeme werden als Backup- oder Standby-Systeme bezeichnet.
Für den Failover vom Primärsystem zum Standby-System wird ein Cluster Manager benötigt.